# Андре Луїс Морейра
Андре Луїс Морейра (порт. Andre Luiz Moreira народився 14 жовтня 1974, Сан-Паулу, Бразилія) — бразильський футболіст, півзахисник. Екс-гравець національної збірної Бразилії.

## Кар'єра
Андре Луїс почав свою кар'єру в 1993 році і грав у Бразилії в таких клубах, як: «Сан-Паулу», «Корінтіанс», «Крузейро», «Флуміненсе». Він переїхав до Європи в 1997 році, і згодом грав в Іспанії за «Тенерифе», а у Франції — за марсельський «Олімпік», «Парі Сен-Жермен» і «Аяччо».
Завершував кар'єру у мексиканському «Чьяпасі» та американському клубі «Сан-Хосе Ерсквейкс».

## Досягнення
Він виграв Суперкубок КОНМЕБОЛ, Кубок Лібертадорес і Міжконтитентальний Кубок в 1993 році, дві Рекопи Південної Америки у 1993 і 1994 роках і Чемпіонат штату Сан-Паулу в 1997 році.

## Титули і досягнення
- Володар Кубка Лібертадорес (1):

«Сан-Паулу»: 1993
- Володар Суперкубка Лібертадорес (1):

«Сан-Паулу»: 1993
- Володар Міжконтинентального кубка (1):

«Сан-Паулу»: 1993
- Переможець Рекопи Південної Америки (3):

«Сан-Паулу»: 1993, 1994
«Крузейро»: 1998
Збірні
- Бронзовий олімпійський призер: 1996
- Срібний призер Золотого кубка КОНКАКАФ: 1996